# Valda (Trento)
Valda és un antic municipi italià, dins de la província de Trento. L'any 2007 tenia 229 habitants. Limitava amb els municipis de Grumes, Faver, Salurn (BZ) i Segonzano.
L'1 de gener 2016 es va fusionar amb els municipis de Grauno, Grumes i Faver creant així el nou municipi d'Altavalle, del qual actualment és una frazione.

## Administració
| Període | Identitat      | Partit        |
| ------- | -------------- | ------------- |
| 2008-   | Paolo Fedrizzi | Llista cívica |